# Antônio R. Panizzi
Antônio Ricardo Panizzi – brazylijski entomolog, specjalizujący się w entomologii stosowanej i hemipterologii.

## Życiorys
W latach 1969–1972 studiował na Universidade de Passo Fundo w brazylijskim stanie Rio Grande do Sul (od 1970 roku na dwóch kierunkach). Studia te ukończył tytułem pierwszego stopnia w zakresie nauk przyrodniczych oraz inżynierii rolniczej. W latach 1973–1975 studiował na Universidade Federal do Paraná. Uczelnię tę ukończył z tytułem magistra, dzięki pracy poświęconej biologii Piezodorus guildinii pod kierunkiem Judith Gillespie Smith. W 1974 roku zatrudniony został jako badacz w Empresa Brasileira de Pesquisa Agropecuária (EMBRAPA), a od 2011 roku ma stanowisko starszego badacza entomologii w EMBRAPA Wheat. W latach 1981–1985 odbył studia doktorskie na University of Florida. Doktoryzował się dzięki pracy poświęconej biologii Piezodorus guildinii i Nezara viridula pod kierunkiem Franka Slanskiego. W 1991 roku odbył staż podoktorski w National Institute for Agro-Environmental Sciences. Od 1991 roku jest profesorem wizytującym na Universidade Federal do Paraná, gdzie wykłada ekologię owadów. Od 2010 roku jest profesorem na urugwajskim Universidad de la República. Był profesorem wizytującym na Uniwersytecie w Tsukubie, University of Connecticut. W latach 2002–2004 był starszym badaczem w National Center for Agricultural Utilization Research Departamentu Rolnictwa Stanów Zjednoczonych w Peorii. Pracował ponadto jako konsultant Organizacji Narodów Zjednoczonych do spraw Wyżywienia i Rolnictwa w Turcji, Argentynie, Boliwii, Paragwaju i Urugwaju.

## Praca naukowa
Panizzi jest autorem ponad 330 publikacji naukowych. Zajmuje się biologią odżywiania, ekologią i kontrolą populacji uznawanych za szkodniki gatunków pluskwiaków różnoskrzydłych, zwłaszcza z rodziny tarczówkowatych. Jest głównym redaktorem książek Ecologia Nutricional de Insetos e suas Implicações no Manejo Integrado de Pragas (1991), Bioecologia e Nutrição de Insetos. Base para o Manejo Integrado de Pragas (2009), Insect Bioecology and Nutrition for Integrated Pest Management oraz True Bugs (Heteroptera) of the Neotropics(2015). Wspólnie z Carlem Walterem Schaeferem zredagował Heteroptera of Economic Importance (2000), kluczową, ponad 800-stronnicową pozycję o heteropterologii stosowanej. Jest także głównym autorem Feeding Behavior of Phytophagous True Bugs.
W latach 1993–1999 był redaktorem naczelnym czasopisma Anais da Sociedade Entomológica do Brasil. Ponadto redagował czasopisma Acta Biologica Paranaense, Neotropical Entomology i Scientia Agricola. Zasiadał też w międzynarodowym komitecie redakcyjnym Revista Brasileira de Entomologia.
W latach 2008–2009 był prezydentem Sociedade Entomológica do Brasil, w 2014 roku został wybrany jego członkiem honorowym, a w 2016 roku wygrał Nagrodę im. Ângelo Moreiry da Costy Limy. W latach 2016–2022 był delegatem międzynarodowym tego stowarzyszenia. W 2016 roku otrzymał nagrodę Prêmio Futuro da Terra od wydawanego przez Fapergs divulga vencedores do Prêmio Pesquisador Gaúcho Jornal do Comércio. W 2017 roku American Society of Entomology wyróżniło go International Distinguished Scientist Award.